# Genocida Srbů v Nezávislém státě Chorvatsko
Genocida Srbů v Nezávislém státě Chorvatsko (srbochorvatsky Genocida nad Srbima u Nezavisnoj Državi Hrvatskoj / Геноцид над Србима у Независноксксј Држравия) byla systematická perzekuce Srbů páchaná během druhé světové války fašistickým ustašovským režimem v loutkovém státě nacistického Německa, známém jako Nezávislý stát Chorvatsko (srbochorvatsky Nezavisna Država Hrvatska, NDH), mezi lety 1941 a 1945. K provádění docházelo prostřednictvím poprav v táborech smrti, stejně jako prostřednictvím masových vražd, etnických čistek, deportací, nucených konverzí a válečného znásilňování. Tato genocida byla prováděna současně s holocaustem v NDH a také s genocidou Romů, a to kombinací nacistické rasové politiky s konečným cílem vytvořit etnicky čisté Velké Chorvatsko.
Ideový základ ustašovského hnutí sahá až do 19. století. Několik chorvatských nacionalistů a intelektuálů založilo teorie o Srbech jako o podřadné rase. Dědictví první světové války a také odpor skupiny nacionalistů ke sjednocení do společného státu Jihoslovanů ovlivnily etnické napětí v nově vzniklém Království Srbů, Chorvatů a Slovinců (od roku 1929 Království Jugoslávie). Diktatura ze 6. ledna 1929 a pozdější protichorvatská politika jugoslávské vlády ovládané Srby ve 20. a 30. letech 20. století podpořily vzestup nacionalistických a krajně pravicových hnutí. To vyvrcholilo vzestupem Ustašovců, ultranacionalistické, teroristické organizace, kterou založil Ante Pavelić. Hnutí finančně a ideologicky podporoval Benito Mussolini a podílelo se také na atentátu na krále Alexandra I.
Po invazi Osy do Jugoslávie v dubnu 1941 byl založen německý loutkový stát známý jako Nezávislý stát Chorvatsko (NDH), zahrnující většinu dnešního Chorvatska a Bosny a Hercegoviny, jakož i části dnešního Srbska a Slovinska, ovládaný Ustašovci. Cílem Ustašovců bylo vytvořit etnicky homogenní Velké Chorvatsko odstraněním všech neChorvatů a hlavním cílem byli Srbové. Dalšími cíli eliminace byli také Židé, Romové a političtí disidenti. Byly páchány rozsáhlé masakry a vznikly koncentrační tábory, z nichž největší byl Jasenovac, který byl proslulý vysokou úmrtností a barbarskými praktikami, které se v něm odehrávaly. Kromě toho bylo NDH jediným loutkovým státem Osy, který zřídil koncentrační tábory speciálně pro děti. Režim systematicky zavraždil přibližně 200 000 až 500 000 Srbů. 300 000 Srbů bylo dále vyhnáno a nejméně 200 000 dalších Srbů bylo násilně konvertováno, většina z nich po válce dekonvertovala. V poměru k počtu obyvatel byla NDH jedním z nejsmrtelnějších evropských režimů.
Mile Budak a další vysocí představitelé NDH byli komunistickými úřady souzeni a odsouzeni za válečné zločiny. Velitelé koncentračních táborů jako Ljubo Miloš a Miroslav Filipović byli zajati a popraveni, zatímco Aloysius Stepinac byl shledán vinným z nucených konverzí. Mnoho dalších uprchlo, včetně nejvyššího vůdce Ante Paveliće, nejvíce do Latinské Ameriky. Genocida nebyla po válce řádně prozkoumána, protože poválečná jugoslávská vláda nepodporovala nezávislé badatele z obavy, že etnické napětí destabilizuje nový komunistický režim. V současné době si Srbsko 22. dubna připomíná státní svátek věnovaný obětem genocidy a fašismu, zatímco Chorvatsko pořádá oficiální vzpomínku na památníku Jasenovac.

## Nechorvatské obyvatelstvo v NDH

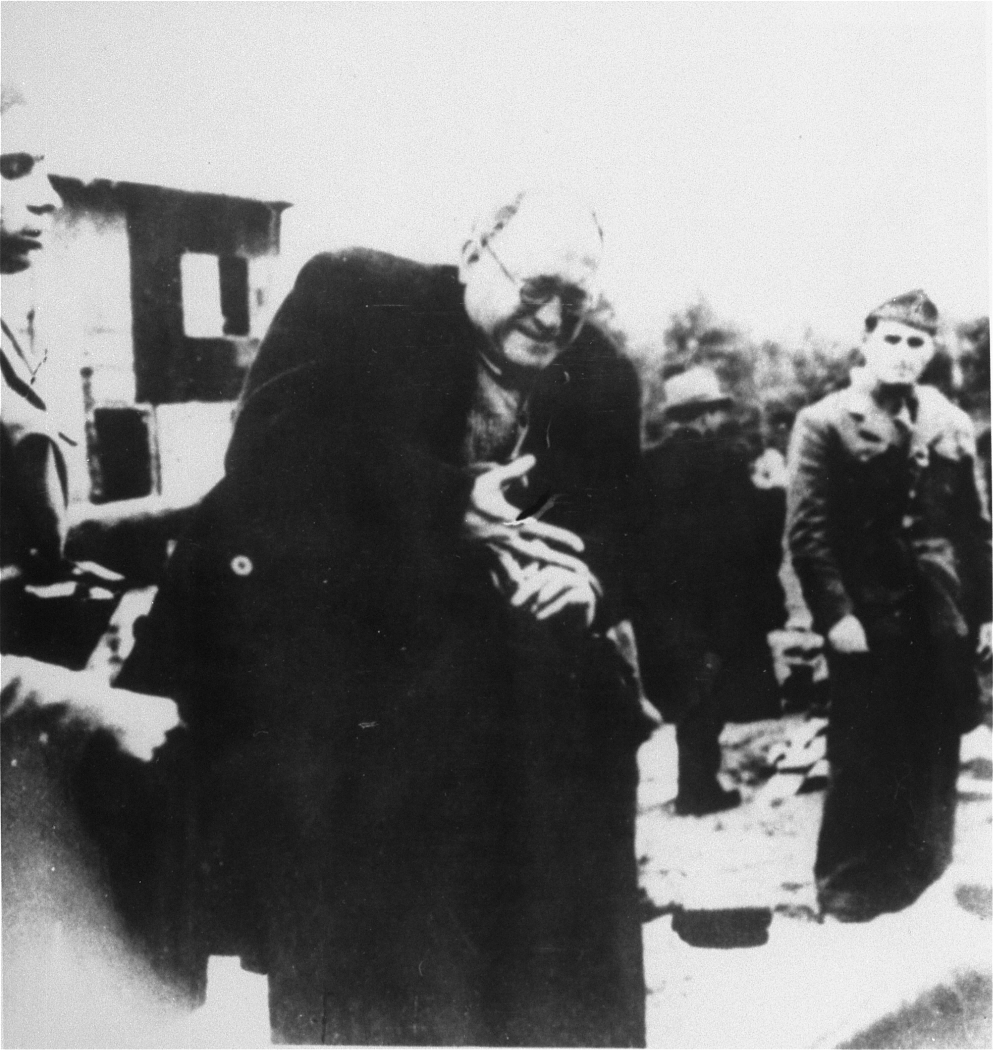
Židovský vězeň v koncentračním táboře Jasenovac, který se stal jedním ze symbolů ustašovské politiky NDH.

Nezávislý stát Chorvatsko (NDH) jako jeden ze států stojících na fašistické ideologii tvrdě potíral obyvatelstvo, které se nehlásilo k dominantnímu národu (s výjimkou německého, které mělo zvláštní postavení). V duchu nacistické ideologie byl také na území NDH prohlášen za jediný árijský národ národ chorvatský, odvozující svůj původ údajně již od dávných Gótů; Chorvaté byli nyní popisováni jako východní Góti, nikoliv jako jižní Slované. 
Chorvatský národ však tvořil sotva polovinu všech obyvatel Chorvatska, které nyní tvořilo kromě chorvatské bánoviny také i Bosna a Hercegovina a celý Srem. Fašistická vláda velmi rychle vydala opatření namířená proti Srbům a Židům. Židé byli buď odvezeni do koncentračních táborů v Německu, nebo v Chorvatsku, některým se podařilo uprchnout do italského prostoru, kde protižidovská opatření neplatila, část se přidala k partyzánům. Tisk, který se dostal rovněž pod kontrolu vládní moci, zahájil očerňovací kampaně proti oběma dvěma početným skupinám obyvatelstva. 
Naproti tomu bosenští Muslimové byli považováni za nejčistší složku chorvatského národa. NDH byla prohlášena za zemi dvou náboženství, katolického a islámského. V Záhřebu vznikla úpravou Meštrovićova pavilonu mešita. Hlavním důvodem pro podporu bosenských muslimů byla hlavně snaha rozklížit vztahy se Srby v Bosně a naklonit si toto obyvatelstvo na stranu tehdejšího režimu. Tato myšlenka, ač může znít značně překvapivě, nebyla v chorvatském prostředí nová; již nějakou dobu si s ní pohrávala řada chorvatských politických proudů, které se objevovaly již v druhé polovině 19. století. Cílem bylo nejen jakoukoliv spolupráci mezi národnostmi znemožnit, ale také vzájemné vztahy natolik vyostřit, aby nebyla možná ani kdykoliv v budoucnu.
Srbové tvořili asi 30 % obyvatel státu,[zdroj?] ovšem podle vyjádření ministra Milovana Žaniće[zdroj?] pro ně nebylo v Chorvatsku místo. Nedlouho poté, jakmile se dostali ustašovci k moci, byly vyhlášeny zákony na ochranu chorvatského národa proti nepřátelům. A za nepřátele byl označen právě srbský národ, který byl obviněn za všechna příkoří, která se nyní chorvatskému národu činí. Byli proto masově vyháněni, zabíjeni a nuceni ke konverzi ke katolictví. Do konce války bylo do Srbska vyhnáno 300 000 Srbů, asi 200 000 dalších bylo násilně pokatoličtěno. V NDH vzniklo několik koncentračních táborů, největším z nich tábor Jasenovac, dalšími byly např. Kerestinec, Stara Gradiška nebo Koprivnica. Počet obětí koncentračního tábora Jasenovac se odhaduje asi na 90 000. Na mnoha místech byly ustašovskými jednotkami vyvražděny celé srbské vesnice.[zdroj?] Teror se projevil už v květnu 1941 při nájezdech tzv. divokých ustašů.[zdroj?] Již v srpnu Němci a Italové proti této brutalitě protestovali;[zdroj?] jeden z německých generálů v Záhřebu prohlásil, že "se ustašovci dočista zbláznili". Toto období bylo později v dobách zhoršených srbsko-chorvatských vztahů 80. a hlavně 90. let 20. století popisováno jako "srbská genocida".
Řada Srbů se přidala k partyzánům, jejichž vliv byl silný zvlášť v Bosně. Vojska NDH (Domobrana) partyzány (a také srbské nacionalisty, tzv. četniky) na místě popravovala. Zvlášť po kapitulaci Itálie se bezpečnostní situace v Chorvatsku neustále zhoršovala a útoků partyzánů přibývalo. Německá armáda byla po bitvě u Stalingradu ve velmi problematické situaci a nemohla si již dovolit zajišťovat kontrolu v Chorvatsku, tím spíš ještě v oblastech, ze kterých se narychlo stáhla poražená Itálie. Ostrá represivní politika proti Srbům tak byla zmírněna, avšak jen slabě. Byla zřízena chorvatská pravoslavná církev a Srbové prohlášeni za Chorvaty pravoslavného vyznání. Řada z nich byla propuštěna z vězení. Podobně jako v okupovaném Srbsku, kde řada četniků spolupracovala s Němci, i Ustašovci začali do jisté míry spolupracovat se srbskými četniky ve víře, že jim pomohou v boji proti komunistům, kteří kontrolovali stále více území. Během války bylo na území Nezávislého státu Chorvatsko zabito mezi 15,9 % – 20 % tamního srbského obyvatelstva.
10. května 1945 vstoupily partyzánská vojska do Záhřebu, což byl konec Nezávislého státu Chorvatsko. Byla obnovena Jugoslávie, a to na základech multietnických. Chorvatsko bylo prohlášeno za svazovou republiku se dvěma konstitutivními národy – Chorvaty a Srby.

### Knihy
- AVRAMOV, Smilja. Genocide in Yugoslavia. [s.l.]: BIGZ, 1995. Dostupné online. ISBN 9788613007982.
- ADRIANO, Pino; CINGOLANI, Giorgio. Nationalism and Terror: Ante Pavelić and Ustasha Terrorism from Fascism to the Cold War. [s.l.]: Central European University Press, 2018. Dostupné online. ISBN 978-9-63386-206-3.
- BAKER, Catherine. The Yugoslav Wars of the 1990s. [s.l.]: Macmillan International Higher Education, 2015. ISBN 9781137398994.
- BARTULIN, Nevenko. The Racial Idea in the Independent State of Croatia: Origins and Theory. [s.l.]: BRILL, 2013. ISBN 9789004262829.
- Histoire du peuple serbe. Redakce Bataković Dušan T.. Lausanne: L’Age d’Homme, 2005. (francouzsky)
- BELLAMY, Alex J. The Formation of Croatian National Identity: A Centuries-Old Dream?. [s.l.]: Manchester University Press, 2013. ISBN 9781847795731.
- BIONDICH, Mark. The Independent State of Croatia 1941–45. [s.l.]: Routledge, 2007a. Kapitola Controversies Surrounding the Catholic Church in Wartime Croatia, 1941–45, s. 31–59.
- BULAJIĆ, Milan. Jasenovac: The Jewish–Serbian Holocaust (the role of the Vatican) in Nazi-Ustasha Croatia (1941–1945). Belgrade: Fund for Genocide Research, Stručna knjiga, 2002.
- BULAJIĆ, Milan. Tudjman's "Jasenovac Myth": Genocide against Serbs, Jews and Gypsies. Belgrade: Stručna knjiga, 1994a.
- BULAJIĆ, Milan. The Role of the Vatican in the break-up of the Yugoslav State: The Mission of the Vatican in the Independent State of Croatia. Belgrade: Stručna knjiga, 1994b. (Ustashi Crimes of Genocide).
- BULAJIĆ, Milan. Misija Vatikana u Nezavisnoj Državi Hrvatskoj: "Politika Stepinac" razbijanja jugoslovenske države i pokatoličavanja pravoslavnih Srba po cijenu genocida : stvaranje Civitas Dei—Antemurale Christianitatis. [s.l.]: Politika, 1992.
- BULAJIĆ, Milan. Never Again: Ustashi Genocide in the Independent State of Croatia (NDH) from 1941-1945. [s.l.]: University of Michigan, 1992b.
- BULAJIĆ, Milan. Tudjman's "Jasenovac Myth": Ustasha Crimes of Genocide. Belgrade: The Ministry of information of the Republic of Serbia, 1992c.
- BULAJIĆ, Milan. Ustaški zločini genocida i suđenje Andriji Artukoviću 1986. godine. [s.l.]: Rad, 1988–1989.
- BATCHELOR, Dahn A. Whistling in the Face of Robbers: The Life and Times of Dahn A. Batchelor. [s.l.]: iUniverse, 2012. ISBN 9781462028153.
- BYFORD, Jovan. Picturing Genocide in the Independent State of Croatia: Atrocity Images and the Contested Memory of the Second World War in the Balkans. [s.l.]: Bloomsbury Publishing, 2020. Dostupné online. ISBN 978-1-35001-597-5.
- CHRISTIA, Fotini. Alliance Formation in Civil Wars. [s.l.]: Cambridge University Press, 2012. Dostupné online. ISBN 9781139851756.
- DAKINA, Gojo Riste. Genocide Over the Serbs in the Independent State of Croatia: Be Catholic Or Die. [s.l.]: Institute of Contemporary History, 1994.
- DEDIJER, Vladimir. The Yugoslav Auschwitz and the Vatican: The Croatian Massacre of the Serbs During World War II. Amherst: Prometheus Books, 1992. Dostupné online. ISBN 9780879757526.
- DEDIJER, Vladimir. Vatikan i Jasenovac: dokumenti. [s.l.]: Rad, 1987.
- DJILAS, Aleksa. The Contested Country: Yugoslav Unity and Communist Revolution, 1919–1953. [s.l.]: Harvard University Press, 1991. Dostupné online. ISBN 9780674166981.
- DULIĆ, Tomislav. Utopias of Nation: Local Mass Killing in Bosnia and Herzegovina, 1941–42. Uppsala, Sweden: Uppsala University Library, 2005. Dostupné online. ISBN 978-9-1554-6302-1.
- ĐURIĆ, Veljko. Прекрштавање Срба у Независној Држави Хрватској: Прилози за историју верског геноцида. Београд: Алфа, 1991.
- FISCHER, Bernd J. Balkan Strongmen: Dictators and Authoritarian Rulers of South-Eastern Europe. [s.l.]: Purdue University Press, 2007. ISBN 978-1-55753-455-2.
- GLIŠIĆ, Venceslav. Teror i zločini nacističke Nemačke u Srbiji 1941-1944. Belgrade: Rad, 1970.
- GOLDSTEIN, Ivo. Croatia: A History. [s.l.]: C. Hurst & Co. Publishers, 1999. Dostupné online. ISBN 9781850655251.
- GOLDSTEIN, Ivo. Holokaust u Zagrebu. [s.l.]: Novi liber, 2001. ISBN 9781850655251.
- GOLDSTEIN, Slavko. 1941: The Year That Keeps Returning. [s.l.]: New York Review of Books, 2013. Dostupné online. ISBN 9781590177006.
- HOPTNER, Jacob B. Yugoslavia in Crisis, 1934-1941. [s.l.]: [s.n.], 1962.
- HORY, Ladislaus; BROSZAT, Martin. Der kroatische Ustascha-Staat 1941–1945. Stuttgart: Deutsche Verlags-Anstalt, 1964.
- JANJETOVIĆ, Zoran. Vertreibungen europäisch erinnern?. Redakce Bingen Dieter. Wiesbaden, Germany: Otto Harrassowitz Verlag, 2008. ISBN 9780231700504. Kapitola Die Vertreibungen auf dem Territorium des ehemaligen Jogoslawien, s. 153–157. (německy)
- JEVTIĆ, Atanasije. Velikomučenički Jasenovac: ustaška tvornica smrti : dokumenti i svedočenja. [s.l.]: Glas crkve, 1990.
- KLJAKIĆ, Slobodan. A Conspiracy of Silence: Genocide in the Independent State of Croatia and Concentration Camp Jasenovac. [s.l.]: Ministry of Information of the Republic of Serbia, 1991.
- KOČOVIĆ, Bogoljub. Sahrana jednog mita: žrtve Drugog svetskog rata u Jugoslaviji. Beograd: Otkrovenje, 2005. ISBN 9788683353392.
- KORB, Alexander. Eradicating Differences: The Treatment of Minorities in Nazi-Dominated Europe. Newcastle upon Tyne: Cambridge Scholars Publishing, 2010a. Kapitola A Multipronged Attack: Ustaša Persecution of Serbs, Jews, and Roma in Wartime Croatia, s. 145–163.
- KORB, Alexander. War in a Twilight World: Partisan and Anti-Partisan Warfare in Eastern Europe, 1939–1945. Redakce Shepherd Ben. [s.l.]: Palgrave Macmillan, 2010b. ISBN 978-0-230-29048-8. Kapitola Integrated Warfare? The Germans and the Ustaša Massacres: Syrmia 1942.
- GREIF, Gideon. Jasenovac - Auschwitz of the Balkans. [s.l.]: Knjiga komerc, 2018. ISBN 9789655727272.
- KRESTIĆ, Vasilije. Through genocide to a greater Croatia. [s.l.]: BIGZ, 1998.
- KRESTIĆ, Vasilije. Dosije o genezi genocida nad Srbima u NDH. [s.l.]: Prometej, 2009.
- KURDULIJA, Strahinja. Atlas of the Ustasha genocide of the Serbs 1941–1945. [s.l.]: Foundation for truth of Serbs, 1993. ISBN 9788679410023.
- LEMKIN, Raphael. Axis Rule in Occupied Europe. Clark, New Jersey: The Lawbook Exchange, 2008. ISBN 9781584779018.
- LEVY, Michele Frucht. Crimes of State Past and Present: Government-Sponsored Atrocities and International Legal Responses. Redakce Crowe, David. [s.l.]: Routledge, 2011. Kapitola 'The Last Bullet for the Last Serb': The Ustaša Genocide against Serbs: 1941–1945, s. 54–84.
- Jasenovac and the Holocaust in Yugoslavia: Analyses and Survivor Testimonies. Redakce Lituchy Barry M.. New York: Jasenovac Research Institute, 2006.
- MCCORMICK, Robert B. Croatia Under Ante Pavelić: America, the Ustaše and Croatian Genocide. London-New York: I.B. Tauris, 2014.
- MIRKOVIĆ, Jovan. Злочини над Србима у Независној Држави Хрватској – фотомонографија. Belgrade: Svet knjige, 2014. Dostupné v archivu pořízeném z originálu dne 8 April 2016. ISBN 9788673964652.
- MITROVIĆ, Jeremija D. Највећи злочини садашњице: Патње и страдање српског народа у Независној држави Хрватској од 1941–1945. [s.l.]: Дечје новине, 1991. ISBN 9788636704868.
- MOJZES, Paul. Confronting Genocide: Judaism, Christianity, Islam. Redakce Jacobs, Steven L.. Lanham: Lexington Books, 2008. Dostupné online. Kapitola The Genocidal Twentieth Century in the Balkans, s. 151–182.
- MOJZES, Paul. Balkan Genocides: Holocaust and Ethnic Cleansing in the 20th Century. Lanham: Rowman & Littlefield, 2011. ISBN 9781442206632.
- NOVAK, Viktor. Magnum Crimen: Half a Century of Clericalism in Croatia. Jagodina: Gambit, 2011a. ISBN 9788676240494.
- NOVAK, Viktor. Magnum Crimen: Half a Century of Clericalism in Croatia. Jagodina: Gambit, 2011b. ISBN 9788676240494.
- PARIS, Edmond. Genocide in Satellite Croatia, 1941–1945: A Record of Racial and Religious Persecutions and Massacres. Chicago: American Institute for Balkan Affairs, 1961.
- PARIS, Edmond. Convert— or die!: Catholic persecution in Yugoslavia during World War II. [s.l.]: Chick Publications, 1988.
- PAVLOWITCH, Stevan K. Hitler's New Disorder: The Second World War in Yugoslavia. New York: Columbia University Press, 2008. ISBN 9780231700504.
- RAMET, Sabrina P. The Three Yugoslavias: State-Building and Legitimation, 1918–2005. New York: Indiana University Press, 2006. ISBN 9780253346568.
- Serbia and the Serbs in World War Two. Redakce Ramet Sabrina P.. [s.l.]: Palgrave Macmillan UK, 2011. ISBN 9780230347816.
- RAMET, Sabrina. The Independent State of Croatia 1941-45. New York: Routledge, 2007. ISBN 9780415440554.
- RAMET, Sabrina. Democratic Transition in Croatia: Value Transformation, Education, and Media. [s.l.]: Texas A&M University Press, 2007b. ISBN 9781603444521.
- KOLSTØ, Pål. Serbia and the Serbs in World War Two. [s.l.]: [s.n.], 2011. Kapitola The Serbian-Croatian Controversy over Jasenovac, s. 225–246.
- PHAYER, Michael. The Catholic Church and the Holocaust, 1930–1965. Bloomington and Indianapolis: Indiana University Press, 2000. ISBN 9780253337252.
- UNGVÁRY, Krisztián. Vojvodina under Hungarian rule. [s.l.]: [s.n.], 2011.
- RAPAIĆ, Mirko. Lička tragedija: hrvatski zločini genocida nad srpskim narodom 1941. do 1945. [s.l.]: Srpska reč, 1999. ISBN 9788649100343.
- RIVELLI, Marco Aurelio. Le génocide occulté: État Indépendant de Croatie 1941–1945. Lausanne: L'age d'Homme, 1998. (francouzsky)
- RIVELLI, Marco Aurelio. L'arcivescovo del genocidio: Monsignor Stepinac, il Vaticano e la dittatura ustascia in Croazia, 1941–1945. Milano: Kaos, 1999. (italsky)
- RIVELLI, Marco Aurelio. "Dio è con noi!": La Chiesa di Pio XII complice del nazifascismo. Milano: Kaos, 2002. (italsky)
- ROBERTS, Walter R. Tito, Mihailović and the Allies 1941–1945. [s.l.]: Rutgers University Press, 1973. Dostupné online. ISBN 9780813507408.
- ROGEL, Carole. The Breakup of Yugoslavia and Its Aftermath. [s.l.]: Greenwood Publishing Group, 2004. Dostupné online. ISBN 0-313323-57-7.
- SEDLAR, Jean W. The Axis Empire in Southeast Europe, 1939–1945. [s.l.]: BookLocker.com, 2007. ISBN 9781601452979.
- SIMIĆ, Sima. Прекрштавање Срба за време Другог светског рата. Титоград: Графички завод, 1958.
- ŠKILJAN, Filip. Organizirana prisilna iseljavanja Srba iz NDH. Zagreb: Srpsko narodno vijeće, 2014. Dostupné v archivu pořízeném z originálu dne 13 March 2018. ISBN 9789537442132.
- SKOKO, Savo. Pokolji hercegovačkih Srba '41.. Belgrade: Stručna knjiga, 1991.
- STANIŠIĆ, Mihailo. Slom, genocid, odmazda. [s.l.]: Službeni list SRJ, 1999.
- TOMASEVICH, Jozo. War and Revolution in Yugoslavia, 1941–1945: The Chetniks. Stanford: Stanford University Press, 1975. Dostupné online. ISBN 978-0-8047-0857-9.
- TOMASEVICH, Jozo. War and Revolution in Yugoslavia, 1941–1945: Occupation and Collaboration. Stanford: Stanford University Press, 2001. Dostupné online. ISBN 978-0-8047-7924-1.
- JONASSOHN, Kurt; BJÖRNSON, Karin. Genocide and Gross Human Rights Violations: In Comparative Perspective. [s.l.]: Transaction Publishers, 1998. ISBN 978-1-4128-2445-3.
- CARMICHAEL, Cathie; MAGUIRE, Richard C. The Routledge History of Genocide. [s.l.]: The Routledge, 2015. ISBN 9781317514848.
- KALLIS, Aristotle. Genocide and Fascism: The Eliminationist Drive in Fascist Europe. [s.l.]: Routledge, 2008. ISBN 9781134300341.
- SUPPAN, Arnold. Hitler - Beneš - Tito: Konflikt, Krieg und Völkermord in Ostmittel- und Südosteuropa. [s.l.]: Austrian Academy of Sciences, 2014.
- OGNYANOVA, Irina. Topics in Feminism, History and Philosophy, IWM Junior Visiting Fellows Conferences, Vol. 6. Redakce Rogers Dorothy. Vienna, Austria: Otto Harrassowitz Verlag, 2000. Kapitola Nationalism and National Policy in Independent State of Croatia (1941–1945).
- KENRICK, Donald. The Final Chapter. [s.l.]: University of Hertfordshire Press, 2006. ISBN 9781902806495.
- BARBIER, Mary Kathryn. Spies, Lies, and Citizenship: The Hunt for Nazi Criminals. [s.l.]: University of Nebraska Press, 2017. ISBN 9781612349718.
- BLOXHAM, Donald; GERWARTH, Robert. Political Violence in Twentieth-Century Europe. [s.l.]: Cambridge University Press, 2011. ISBN 9781139501293.
- ISRAELI, Raphael. The Death Camps of Croatia: Visions and Revisions, 1941-1945 Europe. [s.l.]: Transaction Publishers, 2013. ISBN 9781412849753.
- DOMENICO, Roy Palmer; HANLEY, Mark. Encyclopedia of Modern Christian Politics: L-Z. [s.l.]: Greenwood Publishing Group, 2006. ISBN 9780313338908.
- ADELI, Lisa Marie. Resistance to the Persecution of Ethnic Minorities in Croatia and Bosnia During World War II. [s.l.]: Greenwood Publishing Group Edwin Mellen Press, 2009. ISBN 9780773447455.
- SHEPHERD, Ben. Terror in the Balkans. [s.l.]: Harvard University Press, 2012.
- WEISS-WENDT, Anton. Eradicating Differences: The Treatment of Minorities in Nazi-Dominated Europe. [s.l.]: Cambridge Scholars Publishing, 2010. ISBN 9781443824491.
- TOUVAL, Saadia. Mediation in the Yugoslav Wars: The Critical Years, 1990-95. [s.l.]: Springer, 2001. ISBN 9780230288669.
- TRENCSÉNYI, Balázs; KOPECEK, Michal. National Romanticism: The Formation of National Movements: Discourses of Collective Identity in Central and Southeast Europe 1770–1945, volume II. Budapest: Central European University Press, 2007. Dostupné online. ISBN 9786155211249.
- YEOMANS, Rory. In the Shadow of Hitler: Personalities of the Right in Central and Eastern Europe. Redakce Haynes Rebecca. London: I.B. Tauris, 2011. Dostupné online. ISBN 978-1-84511-697-2. Kapitola "For us, beloved commander, you will never die!" Mourning Jure Francetić, Ustasha Death Squad Leader.
- YEOMANS, Rory. Visions of Annihilation: The Ustasha Regime and the Cultural Politics of Fascism, 1941–1945. Pittsburgh: University of Pittsburgh Press, 2012. Dostupné online. ISBN 9780822977933.
- YEOMANS, Rory. The Utopia of Terror: Life and Death in Wartime Croatia. [s.l.]: Boydell & Brewer, 2015. Dostupné online. ISBN 9781580465458.
- ŽERJAVIĆ, Vladimir. Yugoslavia: Manipulations with the Number of Second World War Victims. Zagreb, Croatia: Croatian Information Centre, 1993. Dostupné v archivu pořízeném z originálu dne 3 March 2016. ISBN 0-919817-32-7.
- VAJAGIĆ, Predrag M. Istorijska analiza osnivanja i funkcionisanja Dunavske banovine u Kraljevini Jugoslaviji. Novi Sad: Filozofski fakultet Univerziteta u Novom Sadu, odsek za istoriju, 2013. Dostupné online.
- JONASSOHN, Kurt. Genocide and Gross Human Rights Violations: In Comparative Perspective. [s.l.]: Transaction Publishers, 1998. Dostupné online. ISBN 978-1-4128-2445-3.
- BELLAMY, Alex J. The Formation of Croatian National Identity: A Centuries-old Dream. [s.l.]: Manchester University Press, 2003. ISBN 9780719065026.
- BIDELEUX, Robert; JEFFRIES, Ian. The Balkans: A Post-Communist History. [s.l.]: Routledge, 2007. ISBN 9781134583287.
- CARMICHAEL, Cathie. Ethnic Cleansing in the Balkans: Nationalism and the Destruction of Tradition. [s.l.]: Routledge, 2012. Dostupné online. ISBN 978-1-134-47953-5.
- WEISS WENDT, Anton. Eradicating Differences: The Treatment of Minorities in Nazi-Dominated Europe. [s.l.]: Cambridge Scholars Publishing, 2010. ISBN 9781443824491.
- HOARE, Marko Attila. Genocide and Resistance in Hitler's Bosnia: The Partisans and the Chetniks 1941–1943. New York: Oxford University Press, 2006. Dostupné online. ISBN 978-0-19-726380-8.
- GREER, Joanne Marie; MOBERG, David O. Research in the Social Scientific Study of Religion.v.10. [s.l.]: Brill, 2001. ISBN 9780762304837.
- SCHINDLEY, Wanda; MAKARA, Petar. Jasenovac: proceedings of the First International Conference and Exhibit on the Jasenovac Concentration Camps, October 29-31, 1997, Kingsborough Community College of the City University of New York. [s.l.]: Dallas Pub., 2005. ISBN 9780912011646.
- JACOBS, Steven L. Confronting Genocide: Judaism, Christianity, Islam. [s.l.]: Lexington Books, 2009. ISBN 9780739135891.
- STOVER, Eric; PESKIN, Victor; KOENIG, Alexa. Hiding in Plain Sight: The Pursuit of War Criminals from Nuremberg to the War on Terror. [s.l.]: University of California Press, 2016. ISBN 9780520278059.
- BÜRGSCHWENTNER, Joachim; EGGER, Matthias; BARTH-SCALMANI, Gunda. Other Fronts, Other Wars?: First World War Studies on the Eve of the Centennial. [s.l.]: Brill, 2014. ISBN 978-90-04-24365-1.
- TRBOVICH, Ana S. A Legal Geography of Yugoslavia's Disintegration. [s.l.]: Oxford University Press, 2008. ISBN 9780199715473.
- CVETKOVIĆ, Dragan. Bosna i Hercegovina: numeričko određenje ljudskih gubitaka u Drugom svetskom ratu. Belgrade: [s.n.], 2009. ISBN 9788686831019.
- BARIĆ, Nikola. Historiae patriaeque cultor. Slavonski Brod: [s.n.], 2019. ISBN 978-953-8102-23-3.
- VELIKONJA, Mitja. Religious Separation and Political Intolerance in Bosnia-Herzegovina. [s.l.]: Texas A&M University Press, 2003. ISBN 9781585442263.
- ZATEZALO, Đuro. "Radio sam svoj seljački i kovački posao": svjedočanstva genocida. Zagreb: SKD Prosvijeta, 2005. ISBN 953-6627-79-5.
- ZATEZALO, Đuro. Kotar Gospić i Kotar Perušić u narodnooslobodilačkom ratu, 1941-1945. Karlovac: Historijski arhiv u Karlovcu, 1989. ISBN 978-8680783048.
- ABTAHI, Hirad; BOAS, Gideon. The Dynamics of International Criminal Justice: Essays in Honour of Sir Richard May. Leiden, The Netherlands: BRILL, 2005. Dostupné online. ISBN 978-90-474-1780-4.
- RAVLIĆ, Slaven. Tko je tko u NDH. Redakce Dizdar Zdenko. Zabreg, Croatia: Minerva, 1997. ISBN 978-953-6377-03-9. Kapitola Andrija Artuković, s. 11–12.
- CIMENT, James; HILL, Kenneth. Political Violence in Twentieth-Century Europe. [s.l.]: Routledge, 2012. ISBN 9781136596216.
- SINDBAEK, Tia. Usable History?: Representations of Yugoslavia's Difficult Past from 1945 to 2002. [s.l.]: ISD LLC, 2012. Dostupné online. ISBN 978-8-77124-107-5.
- HORVITZ, Leslie Alan; CATHERWOOD, Christopher. Encyclopedia of War Crimes and Genocide. [s.l.]: Infobase Publishing, 2014. ISBN 9781438110295.
- PARENTI, Michael. To Kill a Nation: The Attack on Yugoslavia. [s.l.]: Verso Books, 2002. ISBN 9781859843666.
- WALASEK, Helen. Bosnia and the Destruction of Cultural Heritage. [s.l.]: Routledge, 2016. ISBN 9781317172994.

### Deníky
- ANTONIJEVIĆ, Nenad. Stradanje srpskog i crnogorskog civilnog stanovništva na Kosovu i Metohiji 1941. godine. Dijalog Povjesničara-istoričara. 2003, s. 355–369.
- ANTONIJEVIĆ, Nenad M. Ратни злочини на Косову и Метохији: 1941–1945. године..Chybí název periodika! Универзитет у Београду, Филозофски факултет, 2016.
- BARTULIN, Nevenko. Ideologija nacije i rase: ustaški režim i politika prema Srbima u Nezavisnoj Državi Hrvatskoj 1941–1945.. Radovi. October 2007, s. 209–241. Dostupné online [cit. 9 January 2015]. (chorvatsky)
- BARTULIN, Nevenko. The Ideology of Nation and Race: The Croatian Ustasha Regime and its Policies toward the Serbs in the Independent State of Croatia 1941–1945. Croatian Studies Review. 2008, s. 75–102. Dostupné online.
- BIONDICH, Mark. Religion and Nation in Wartime Croatia: Reflections on the Ustaša Policy of Forced Religious Conversions, 1941–1942. The Slavonic and East European Review. 2005, s. 71–116. doi:10.1353/see.2005.0063. JSTOR 4214049. S2CID 151704526.
- BIONDICH, Mark. Controversies Surrounding the Catholic Church in Wartime Croatia, 1941–45. Totalitarian Movements and Political Religions. 2006, s. 429–457. doi:10.1080/14690760600963222. S2CID 143351253.
- BIONDICH, Mark. Radical Catholicism and Fascism in Croatia, 1918–1945. Totalitarian Movements and Political Religions. 2007b, s. 383–399. doi:10.1080/14690760701321346. S2CID 145148083.
- BOBAN, Ljubo. Kada je i kako nastala Država Slovenaca, Hrvata i Srba. Journal of the Institute of Croatian History. 1993, s. 187–198. Dostupné online.
- BYFORD, Jovan. When I say "The Holocaust," I mean "Jasenovac": Remembrance of the Holocaust in contemporary Serbia. East European Jewish Affairs. 2007, s. 51–74. doi:10.1080/13501670701197946. S2CID 161763723.
- CVETKOVIĆ, Dragan. Holokaust u Nezavisnoj Državi Hrvatskoj – numeričko određenje. Istorija 20. Veka: Časopis Instituta za Savremenu Istoriju. 2011, s. 163–182. doi:10.29362/ist20veka.2011.1.cve.163-182.
- HEHN, Paul N. Serbia, Croatia and Germany 1941–1945: Civil War and Revolution in the Balkans. Canadian Slavonic Papers. 1971, s. 344–373. doi:10.1080/00085006.1971.11091249.
- KATARIA, Shyamal. Serbian Ustashe Memory and Its Role in the Yugoslav Wars, 1991–1995. Mediterranean Quarterly. 2015, s. 115–127. doi:10.1215/10474552-2914550. S2CID 154634001.
- KRESTIĆ, Vasilije. O genezi genocida nad Srbima u NDH. Književne Novine. 1986.
- LEVY, Michele Frucht. "The Last Bullet for the Last Serb": The Ustaša Genocide against Serbs: 1941–1945. Nationalities Papers. 2009, s. 807–837. doi:10.1080/00905990903239174. S2CID 162231741.
- LISAC, A. L. Deportacije Srba iz Hrvatske 1941.. Historijski Zbornik. 1956, s. 125–145.
- MCCORMICK, Rob. The United States' Response to Genocide in the Independent State of Croatia, 1941–1945. Genocide Studies and Prevention. 2008, s. 75–98. Dostupné online. doi:10.1353/gsp.2011.0060. S2CID 145309437.
- NEWMAN, John Paul. War Veterans, Fascism, and Para-Fascist Departures in the Kingdom of Yugoslavia, 1918–1941. Fascism. 2017, s. 42–74. doi:10.1163/22116257-00601003.
- NEWMAN, John Paul. Serbian and Habsburg Military institutional legacies in Yugoslavia after 1918. First World War Studies. 2014, s. 319–335. Dostupné online. doi:10.1080/19475020.2014.1001519. S2CID 73611212.
- PAVASOVIĆ TROŠT, Tamara. Ruptures and continuities in nationhood narratives: reconstructing the nation through history textbooks in Serbia and Croatia. Nations and Nationalism. 2018, s. 716–740. doi:10.1111/nana.12433. S2CID 242057219.
- DULIĆ, Tomislav. Mass killing in the Independent State of Croatia, 1941–1945: a case for comparative research. Journal of Genocide Research. 2006, s. 255–281. doi:10.1111/nana.12433. S2CID 242057219.
- MIRKOVIĆ, D. The historical link between the Ustasha genocide and the Croato-Serb civil war: 1991-1995. Journal of Genocide Research. 2000, s. 363–373. doi:10.1080/713677614. S2CID 72467680.
- ŠKILJAN, F. Stradanje Srba u Jasenovcu u Drugom svjetskom ratu. Pro Tempore: Ččasopis Studenata Povijesti. 2007, s. 40–46. Dostupné online.
- ŠKILJAN, F. Hate speech in Independent State of Croatia during WWII. Ljetopis Srpskog Kulturnog Društva Prosvjeta. 2004, s. 243–.
- ŠKILJAN, Filip. Organizirano masovno prisilno iseljavanje srba iz Hrvatske 1941. Godine. Stanovništvo = Population = Naselenie. 2012, s. 1–34. Dostupné online. ISSN 0038-982X. doi:10.2298/STNV1202001S.
- ŠKILJAN, Filip. Stradanje Srba, Židova i Roma u virovitičkom i slatinskom kraju tijekom 1941. i početkom 1942. godine. Scrinia Slavonica. Hrvatski institut za povijest - Podružnica za povijest Slavonije, Srijema i Baranje, 2010, s. 360–362. Dostupné online.
- STOJANOVIĆ, Aleksandar. A Beleaguered Church: The Serbian Orthodox Church in the Independent State of Croatia (NDH) 1941–1945. Balcanica. 2017, s. 269–287. Dostupné online. doi:10.2298/BALC1748269S.
- VUKČEVIĆ, Slavko. Ratni zločini i genocid u Jugoslaviji od 1941. do 1945. godine. Vojno Delo. 1995, s. 192–200. Dostupné online.
- VUKOVIĆ, Slobodan V. Uloga Vatikana u razbijanju Jugoslavije. Sociološki Pregled. 2004, s. 423–443. doi:10.5937/socpreg0403423V.
- YEOMANS, Rory. Cults of Death and Fantasies of Annihilation: The Croatian Ustasha Movement in Power, 1941–45. Central Europe. 2005, s. 121–142. doi:10.1179/147909605x69383. S2CID 143062602.
- PAVLOVIĆ, Marko. Jugoslovenska kraljevina prva evropska regionalna država. Redakce Časlav Ocić. Zbornik Matice srpske za društvene nauke.  Novi Sad: Matica srpska, 2012, s. 503–521. Dostupné online [cit. 27 April 2020]. ISSN 0352-5732.
- BYFORD, Jovan. Remembering Jasenovac: Survivor Testimonies and the Cultural Dimension of Bearing Witness. Holocaust and Genocide Studies. 2014, s. 58–84. Dostupné online. doi:10.1093/hgs/dcu011. S2CID 145546608.
- ODAK, Stipe; BENČIĆ, Andriana. Jasenovac — A Past That Does Not Pass: The Presence of Jasenovac in Croatian and Serbian Collective Memory of Conflict. East European Politics and Societies and Cultures. 2016, s. 805–829. doi:10.1177/0888325416653657. S2CID 148091289.
- SOKOL, Anida. War Monuments: Instruments of Nation-building in Bosnia and Herzegovina. Croatian Political Science Review. 2014, s. 105–126.
- BALIĆ, Emily Greble. When Croatia Needes Serbs: Nationalism and Genocide in Sarajevo, 1941-1942. Slavic Review. 2009, s. 116–138. doi:10.2307/20453271. JSTOR 20453271.
- PERRONE, Fiorella. The Horror in the Balkans. Civilian Victims in the Second World War in the Former Yugoslavia. www.losservatorio.org. L'Osservatorio, 2017. Dostupné online.
- KASAPOVIĆ, Mirjana. Genocid u NDH: Umanjivanje, banaliziranje i poricanje zločina. Politička Misao: Časopis za Politologiju. 2018, s. 7–33. doi:10.20901/pm.55.1.01.
- KING, Charles. Can There Be a Political Science of the Holocaust?. Perspectives on Politics. 2012, s. 323–341. doi:10.1017/S1537592712000692. S2CID 145464503.
- PAYNE, Stanley G. The NDH State in Comparative Perspective. Totalitarian Movements and Political Religions. 2006, s. 409–415. doi:10.1080/14690760600963198. S2CID 144782263.
- SADKOVICH, James. Forging Consensus: How Franjo Tuđman Became an Authoritarian Nationalist. Review of Croatian History. 2010, s. 7–35. Dostupné online.
- RADONIC, Ljiljana Radonic. Croatia's Politics of the Past during the Tuđman Era (1990–1999)—Old Wine in New Bottles?. Totalitarian Movements and Political Religions. 2013, s. 234–254. doi:10.1017/S0067237813000143. S2CID 145718988.